# Пентархія (християнство)

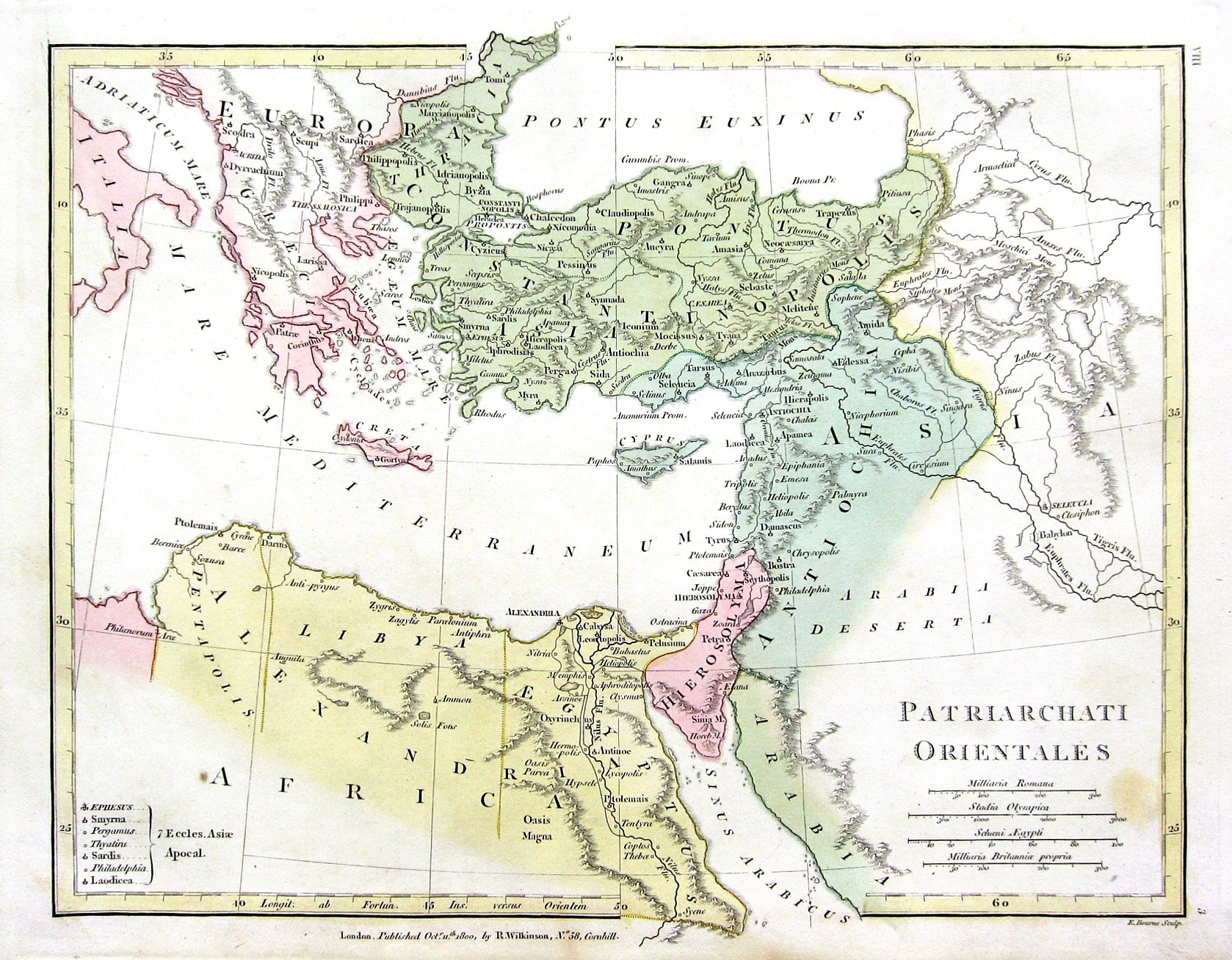
Карта Пентархії імператора Юстиніана. У цій версії майже вся сучасна Греція знаходиться під юрисдикцією Римського Святого Престолу. Імператор Лев III перемістив кордон Константинопольського патріархату на захід та північ у 8 столітті.

Пентархія (від грец. Πενταρχία , Pentarchía, від πέντε pénte, «п'ять» та ἄρχειν archein, «правити») — це модель організації церкви, яка історично відстоювалась у Східній православній церкві. Вона була сформульована в законах імператора Юстиніана I (527–565) Римської імперії. За цією моделлю християнською церквою керують глави (патріархи п'яти основних єпископських катедр Римської імперії: Риму, Константинополя, Александрії, Антіохії та Єрусалиму.
Ідея виникла внаслідок політичної та церковної визначеності цих п'яти престолів, але концепція їхньої загальної та виняткової влади була міцно пов'язана з адміністративною структурою Римської імперії. Вперше пентархія була юридично виражена в законодавстві імператора Юстиніана I, зокрема в «Новелі 131». Квінісекстський собор 692 року надав пентархії офіційне визнання і поставив престоли в порядку першості, але їх організація залишалася залежною від імператора, як тоді, коли Лев Ісаврійський змінив межі патріаршої юрисдикції між Римом і Константинополем. Особливо після Квінісексту, пентархія була принаймні філософськи прийнята у Східному православ'ї, але загалом не на Заході, який відкинув собор, як і концепцію пентархії.
Більший авторитет цих церков по відношенню до інших був пов'язаний з їх політичною та церковною популярністю; всі вони знаходились у важливих містах та регіонах Римської імперії і були важливими центрами християнської церкви. Рим, Александрія та Антіохія були видатними з часів раннього християнства, тоді як Константинополь вийшов на перший план, ставши імператорською резиденцією в IV столітті. Після цього він постійно класифікувався відразу після Риму. Єрусалим отримав церемоніальне місце через важливість міста в перші дні християнства. Юстиніан і Рада Квінісекста виключили зі свого пентархічного розташування церкви за межами імперії, такі як процвітаюча тоді Церква Сходу в Сасанідській Персії, яку вони вважали єретичною. В межах імперії вони визнавали лише халкедонських (або мельхітських) посадових осіб, вважаючи незаконними нехалкедонських претендентів на Александрію та Антіохію.
Міжусобиці між престолами, і особливо суперництво між Римом (який вважав себе вищим над усією церквою) та Константинополем (який взяв гору над іншими східними престолами і який вважав себе рівним Риму, причому Рим «перший серед рівних»), не дозволили пентархії коли-небудь стати діючою адміністративною реальністю. Ісламські завоювання Александрії, Єрусалиму та Антіохії в VII столітті залишили Константинополь єдиним практичним авторитетом на Сході, а згодом концепція «пентархії» зберегла трохи більше, ніж символічне значення.
Напруженість між Сходом та Заходом, яка завершилася східно-західним розколом, та піднесенням потужних, здебільшого незалежних столичних митрополій та патріархатів за межами Візантійської імперії в Болгарії, Сербії та Русі, погіршили значення старих імперських центрів. Сьогодні лише престоли Риму та Константинополя досі мають владу над великою християнською церквою, перший — глава Католицької церкви, а другий — перший серед рівних у Східній православній церкві.